# Голкервен
Голкервен (нід. Holkerveen) — селище в нідерландській провінції Гелдерланд. Входить до муніципалітету Нейкерк. Перша згадка про населений пункт датується 1994 роком. Його назва буквально перекладається як «торфяне болота біля Голка».